# Mikiel Anton Vassalli
Mikiel Anton Vassalli (ur. 5 marca 1764 w Żebbuġ, zm. 12 stycznia 1829) – maltański pisarz, językoznawca, filozof i pedagog, powszechnie uważany za „ojca języka maltańskiego”. Odegrał kluczową rolę w badaniu, standaryzacji i promocji języka maltańskiego jako odrębnego języka narodowego. Był autorem pierwszych naukowych gramatyk i słowników maltańskiego oraz tłumaczem Nowego Testamentu. Pionier edukacji w języku maltańskim, założyciel (choć krótkotrwałej) pierwszej szkoły podstawowej nauczającej w tym języku. Jego republikańskie poglądy i sympatie profrancuskie doprowadziły do konfliktów z władzami i wieloletniego zesłania.

## Życiorys

### Wczesne życie i edukacja
Urodził się 5 marca 1764 roku w Żebbuġ na Malcie. W 1785 roku rozpoczął studia języków orientalnych (arabskiego, syryjskiego i chaldejskiego) na Uniwersytecie La Sapienza w Rzymie. Studia te utwierdziły go w przekonaniu, że język maltański wywodzi się bezpośrednio z języka punickiego (fenicko-kartagińskiego), a nie jest jedynie dialektem arabskiego. Postanowił „oczyścić” język z naleciałości sycylijskich i włoskich, które uważał za obce.

### Prace językoznawcze
Vassalli dążył do podniesienia statusu maltańskiego do rangi języka pisanego i narodowego, postrzegając go jako kluczowy element maltańskiej tożsamości.
Jego najważniejsze dzieła lingwistyczne to:
- Mylsen Phoenico-Punicum sive Grammatica Melitensis (Rzym, 1791) – pierwsza naukowa gramatyka języka maltańskiego. Zaproponował w niej nowy alfabet maltański, wprowadzając litery dla specyficznych maltańskich dźwięków (np. għ, ħ, ie, ż).
- Ktieb il-Kliem Malti (Rzym, 1796) – słownik maltańsko-łacińsko-włoski.
- Grammatica della lingua Maltese (wydane pośmiertnie, ok. 1828/1829) – obszerniejsza wersja słownika, opublikowana dzięki wsparciu Johna Hookhama Frere'a.

Przetłumaczył również Ewangelie i Dzieje Apostolskie na język maltański, aby udowodnić jego możliwości literackie.

### Działalność edukacyjna i polityczna
Będąc pod wpływem idei Oświecenia i Rewolucji Francuskiej, Vassalli wierzył w konieczność edukacji mas w ich ojczystym języku. Uważał, że analfabetyzm Maltańczyków wynika z braku możliwości nauki w języku maltańskim.
Jego republikańskie poglądy doprowadziły do konfliktu z Zakonem św. Jana. W 1797 roku został aresztowany pod zarzutem udziału w spisku. Uwolniony przez Napoleona po zajęciu Malty w 1798, został mianowany przez francuską administrację superintendentem szkół narodowych. Była to pierwsza próba stworzenia systemu szkół podstawowych na Malcie, w których nauczanie czytania, pisania i arytmetyki miało odbywać się w języku maltańskim, przy użyciu opracowanego przez Vassallego alfabetu i gramatyki. Plan ten jednak nie został zrealizowany z powodu maltańskiego powstania przeciwko Francuzom i późniejszej brytyjskiej blokady.

### Zesłanie i powrót
Po przejęciu władzy przez Brytyjczyków, Vassalli, postrzegany jako niebezpieczny jakobin, został w 1801 roku skazany na dożywotnie zesłanie. Wyjechał do Francji. Dopiero w 1820 roku, dzięki staraniom brytyjskiego dyplomaty Johna Hookhama Frere'a, pozwolono mu wrócić na Maltę.

### Późniejsze lata i śmierć
W 1825 roku został mianowany pierwszym profesorem języka maltańskiego na Uniwersytecie Maltańskim. Mimo to nadal spotykał się z niechęcią ze strony władz kościelnych i części społeczeństwa. Zmarł w biedzie 12 stycznia 1829 roku. Odmówiono mu katolickiego pochówku i został pochowany na cmentarzu protestanckim.

## Dziedzictwo
Mikiel Anton Vassalli jest uznawany za „ojca języka maltańskiego” i kluczową postać w kształtowaniu maltańskiej tożsamości narodowej. Jego prace lingwistyczne stanowiły fundament dla rozwoju standardowego języka maltańskiego, a jego wizja edukacji w języku ojczystym wyprzedzała swoje czasy. Jest upamiętniony pomnikiem w rodzinnym Żebbuġ.